# Riku Danzaki
Riku Danzaki (檀崎 竜孔 Danzaki Riku?), född 31 maj 2000 i Miyagi prefektur, är en japansk fotbollsspelare som spelar för Consadole Sapporo.

## Karriär
Danzaki började sin karriär 2019 i Hokkaido Consadole Sapporo. I november 2020 lånades han ut till australiska Brisbane Roar på ett låneavtal över säsongen 2020/2021. Danzaki gjorde nio mål på 26 matcher i A-League och blev klubbens bäste målskytt under säsongen.